# Sangin
Sangin (v paštšině سنگين) je město v Hilmandu v Afghánistánu. Žije zde zhruba 20 000 obyvatel. Nachází se v údolí řeky Himand ve výšce 888 m n. m., asi 95 kilometrů severovýchodně od Laškargáhu. Sangin je notoricky známý jako jedna z centrálních lokací obchodu s opiem na jihu země. Město také tradičně podporovalo Talibán. The Guardian popsal město v roce 2010 jako „nejsmrtelnější území Afghánistánu“.

## Klima
Sangin má horké pouštní klima, charakterizované malým množstvím srážek a velkými rozdíly mezi letními a zimními měsíci. Průměrná teplota v Sanginu je 18,8 °C, zatímco průměrné roční srážky jsou kolem 143 mm. Nejteplejším měsícem roku je červenec, s průměrnou teplotou 31,6 °C. Nejchladnějším měsícem je naopak leden, s průměrnou teplotou 6,1 °C.